# Whitepumpkin

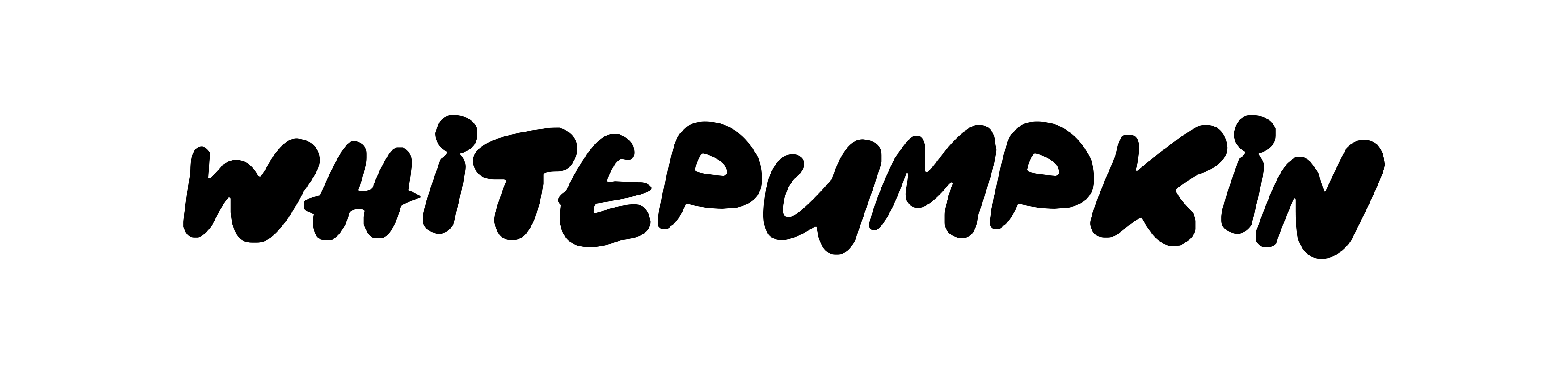
Whitepumpkin Logo

Whitepumkin (der Künstlername bedeutet auf Deutsch „Weißer Kürbis“) ist ein Schweizer Musiker. 

## Geschichte
Whitepumpkin begann seine musikalische Karriere hinter der Maske im Jahre 2023. Hinter diesem Projekt steht ein DJ und Produzent und sein Team. Er arbeitete bereits zusammen mit dem House-DJ und Musikproduzent Klaas Gerling und mit den international erfolgreichen Songwritern Daniel Volpe und Charlie Mason.
Whitepumpkins Identität ist bisher nicht bekannt. Die an einen weißen Kürbis angelehnte Maske, auf welcher ein Smiley-Gesicht zu sehen ist, entstand durch die Suche nach etwas Einzigartigem, aber dennoch den Menschen vertrauten. Es sollte sympathisch, fröhlich und medial vielfältig umsetzbar sein.
Am 20. Januar 2023 veröffentlichte er zusammen mit Ruuben seine erste Single Ocean’s Gate, welcher unter anderem zum Song des Tages des nationalen Schweizer Radio SRF Virus gewählt wurde und sich auf der begehrten Spotify Playlist Beats of Tomorrow platzierte.

## Diskografie

### Alben
- 2024: Ocean’s Gate (Profimusic)[4]

### Singles
- 2023: Ocean’s Gate
- 2023: Don’t Waste Your Love[5]
- 2023: Whispers in the Dark[6]
- 2023: YOLO[7]
- 2023: Rooftop on Fire[8]
- 2023: Jelili[9]
- 2024: TOMAHAWK (Techno Mix)[10]
- 2024: Stalker
- 2024: Whispers in the Dark (Doncare Remix)
- 2024: PIÙ FORTE[11]
- 2024: Sun Comes Up